# 朴鍾哲
朴鍾哲（：／ Pak Chongchŏl */?，1965年4月1日—1987年1月14日），韓國民主運動人士，其死後形成六月民主運動。

## 生平概述
1980年代，身為首爾大學語言學系學生會會長的朴鍾哲投入校內反對全斗煥政府獨裁統治的民主抗爭活動，同時試圖為1980年爆發的光州事件平反。朴鍾哲於一次活動集會中被捕，並遭治安機關非法拘禁；審問過程中，他始終拒絕供出同夥的下落，並因此遭當局指為赤色分子，並刑求拷打。朴鍾哲最終於1987年1月14日上午11時左右在治安機關以水刑逼供期間窒息，經吳演相醫師確認死亡，得年22歲。
朴鍾哲死亡的消息最初遭當局刻意封鎖。事跡敗露後，韓國境內爆發大規模的民主抗爭運動，史稱六月民主運動。1987年6月29日，总统候选人卢泰愚在压力下发表民主化宣言，同意向反对派做出重大让步，同意总统直选并采取其他民主改革措施，最终导致了第六共和国的建立，韩国迈入民主化时期。

## 死后
1997年，首爾大学内设立了朴鍾哲半身像和纪念碑。
2001年2月26日，首爾大学語言學系授予朴鍾哲名誉毕业生称号。
2002年6月27日，“恢复民主化运动相关人士名誉及补偿审议委员会”认定朴鍾哲父亲朴正基为民主化运动相关人士，理由是朴鍾哲父亲在1991年警察对明知大学学生死亡事件中参与抗议活动有功。
2003年，朴鍾哲人权奖设立。
2004年，高中母校惠光高等学校设立朴鍾哲纪念碑。
2007年，由原南营洞对共分室改建的警察厅南营洞人权中心，设置了朴鍾哲纪念展览室。
2016年8月，包括釜山大学音乐学科名誉教授在内的26人组成朴鍾哲合唱团，并参加了弹劾总统朴槿惠烛光集会。
2018年1月，首尔市冠岳区新林洞大学五路命名为“朴鍾哲大街”，并宣布在2019年开始纪念公园和纪念馆的建设。
2018年3月20日，韩国总检察长文武一拜访朴鍾哲父亲朴正基，就朴鍾哲被拷问致死事件道歉。

## 相關影視作品
- 《純真青年朴鍾哲》：MBC紀念特輯劇，由崔東成（최동성）飾演朴鍾哲。
- 《第五共和国》：MBC電視劇，第37至39回。
- 《辩护人》：2013年電影，影片结尾处有男主角参加纪念朴鍾哲活动被捕审判的情节。
- 《1987：黎明到來的那一天》：2017年電影，由呂珍九飾演朴鍾哲。